# Vaca comuna
La vaca comuna (Torpedo torpedo) és una espècie de peix cartilaginós batoïdeu pertanyent a la família dels torpedínids.

## Noms comuns
Vaca comuna, vaca enrampadora, vaca tremolenca, vaca tremolosa ocel·lada, tremolosa comuna, tremoloia, tremoloia d'ulls, tremolosa, tremolor o tremoló.

## Descripció
- El mascle fa fins a 60 cm de llargària màxima (normalment, en fa 30) i la femella 41 (normalment, 39).
- Cos aplanat dorsoventralment, discoidal.
- Pell llisa, amb dos òrgans elèctrics al dors que fa servir per a defensar-se i capturar les seues preses.
- Cap aplatat, amb ulls prominents, grans i anteriors als espiracles.
- Aletes pectorals arrodonides i situades als costats del cos.
- Aletes pèlviques unides a la meitat de la cua i que apareixen després de les pectorals.
- No té aletes anals.
- Aleta caudal ben desenvolupada.
- Dues aletes dorsals (la primera lleugerament més gran que la segona) situades a la cua.
- Color grogós o terrós rogenc amb 5 taques característiques d'un blau fosc vorejades de negre i groc al dors. El ventre és blanquinós.[5][6][7]

## Reproducció
És ovovivípara. En els exemplars mediterranis la gestació té una durada d'uns 10 mesos i la ventrada varia en funció de la mida de la femella (entre 5 i 32 cries, les quals fan 9 cm en el moment de néixer).

## Alimentació
Menja peixos i invertebrats bentònics.

## Hàbitat
És un peix demersal i marí que viu fins als 400 m de fondària.

## Distribució geogràfica
Es troba a l'Atlàntic oriental (des del sud de la mar Cantàbrica fins a Angola) i la mar Mediterrània (més comuna a la meitat meridional que a la septentrional). És més freqüent en aigües de clima tropical.

## Costums
Té hàbits nocturns i sol passar el dia colgada a la sorra, de manera que només en sobresurten els ulls i els espiracles.

## Ús comercial
És capturada mitjançant xarxes d'arrossegament de fons, tremalls i de manera artesanal. Tot i que és comestible, es desembarca en molt poques pesqueries i, molt sovint, és llençada al mar.

## Observacions
És capaç d'infligir descàrregues elèctriques de fins a 200 volts i les seues propietats electrògenes ja eren conegudes pels antics romans. Així, per exemple, el metge romà Escriboni Llarg en recomanava l'ús per al tractament del dolor en el seu Compositiones medicae (circa l'any 50).